# Окамото, Тэцуо
Тэцуо Окамото (порт.-браз. Tetsuo Okamoto, 20 марта 1932 — 1 октября 2007) — бразильский пловец, призёр Олимпийских игр.
Родился в 1932 году в Марилии в семье эмигрантов из Японии. Плаванием занялся в 15 лет. В 1950 году стал чемпионом Бразилии. В 1951 году завоевал две золотых и одну серебряную медали Панамериканских игр. В 1952 году завоевал три золотых медали на чемпионате Южной Америки, а на Олимпийских играх в Хельсинки стал обладателем бронзовой медали.
Впоследствии изучал геологию в США, затем работал в компании по бурению артезианских скважин.